# Bagger 293

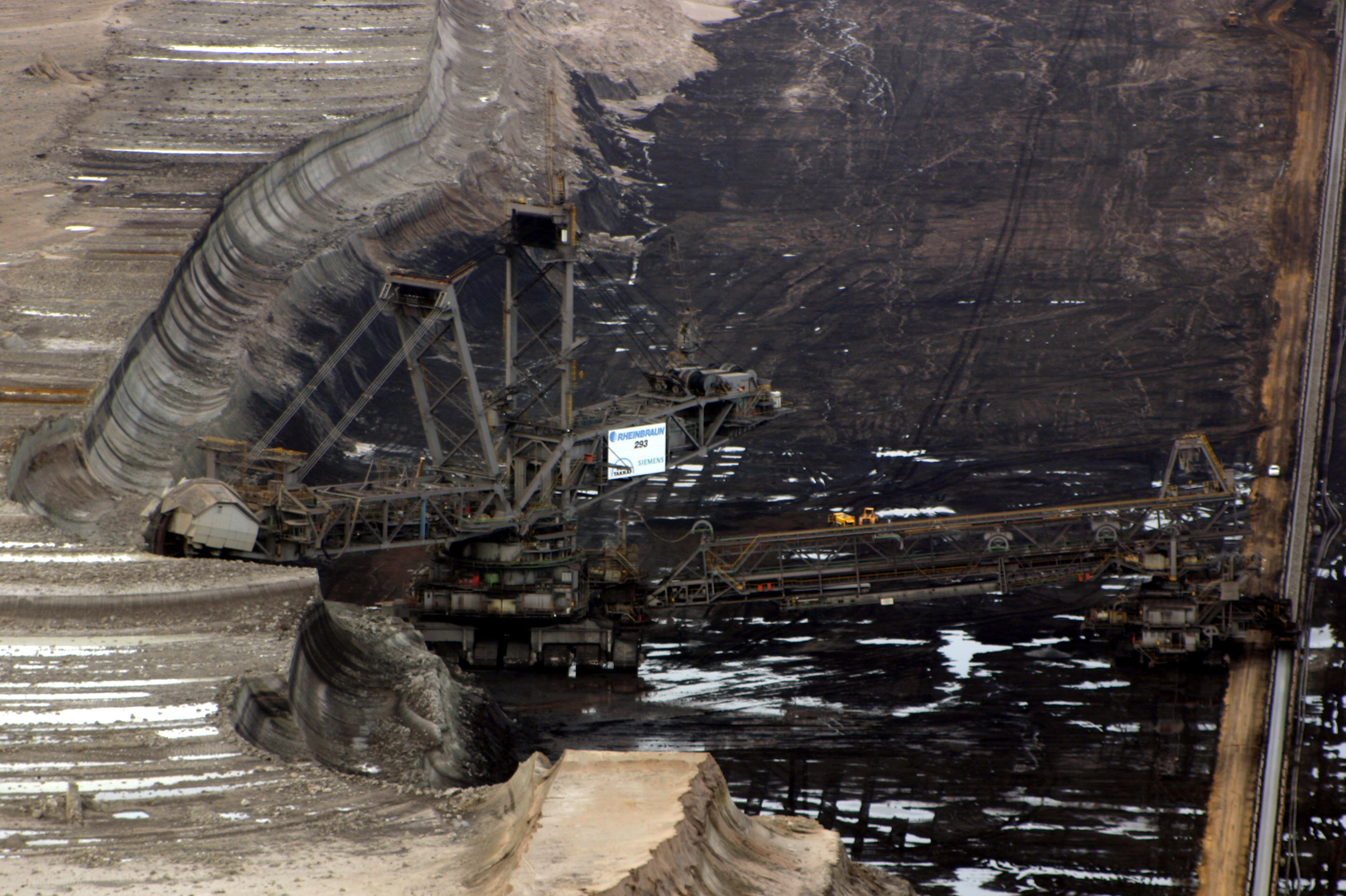
L'excavatrice Bagger 293 dans la mine de Hambach, en 2008

La Bagger 293 est une excavatrice géante à roue à godets allemande, construite par l'entreprise TAKRAF, un ancien combinat d'Allemagne de l'Est. Elle possède ou partage avec d'autres engins de même catégorie plusieurs records du monde de taille dans le Livre Guinness des records. Elle a été construite en 1995, et fait partie d'une famille d'excavatrices géantes comprenant la Bagger 281 (1958), Bagger 285 (1975), Bagger 287 (1976), Bagger 288 (1978), Bagger 291 (1993), etc.
Elle est utilisée dans la mine de lignite de Hambach, en Allemagne. Son nom de Bagger 293 lui a été donné par son propriétaire actuel, RWE Power AG, le deuxième producteur d'énergie d'Allemagne. Son nom précédent, RB293, venait de son ancien propriétaire, RB (Rheinbraun). RB était une filiale de RWE, et sa fusion avec une autre filiale en 2003 a donné naissance à RWE Power AG. Selon son constructeur, TAKRAF, cette série d'excavatrices a pour nom de modèle SRs 8000.

## Description
La Bagger 293 mesure 96 mètres de hauteur, 225 mètres de longueur (de même que la Bagger 287) et pèse 14 877 tonnes (elle partage le record de poids pour un véhicule terrestre avec la Bagger 292). La roue à godets mesure plus de 20 mètres de diamètre et comporte 18 godets, capables chacun de contenir 6,5 m3 de charge.
Elle peut creuser 240 000 m3 de terre par jour, de même que les Bagger 288, 289, 290, 291 et 292.
L’équipage est composé de cinq personnes.
Son fonctionnement nécessite plus de 16 MW de puissance électrique fourni par une alimentation externe (la Bagger 293 n'est pas un véhicule autonome).

## Référence
- (en) Cet article est partiellement ou en totalité issu de l’article de Wikipédia en anglais intitulé « Bagger 293 » (voir la liste des auteurs).